# Sebastian Freis

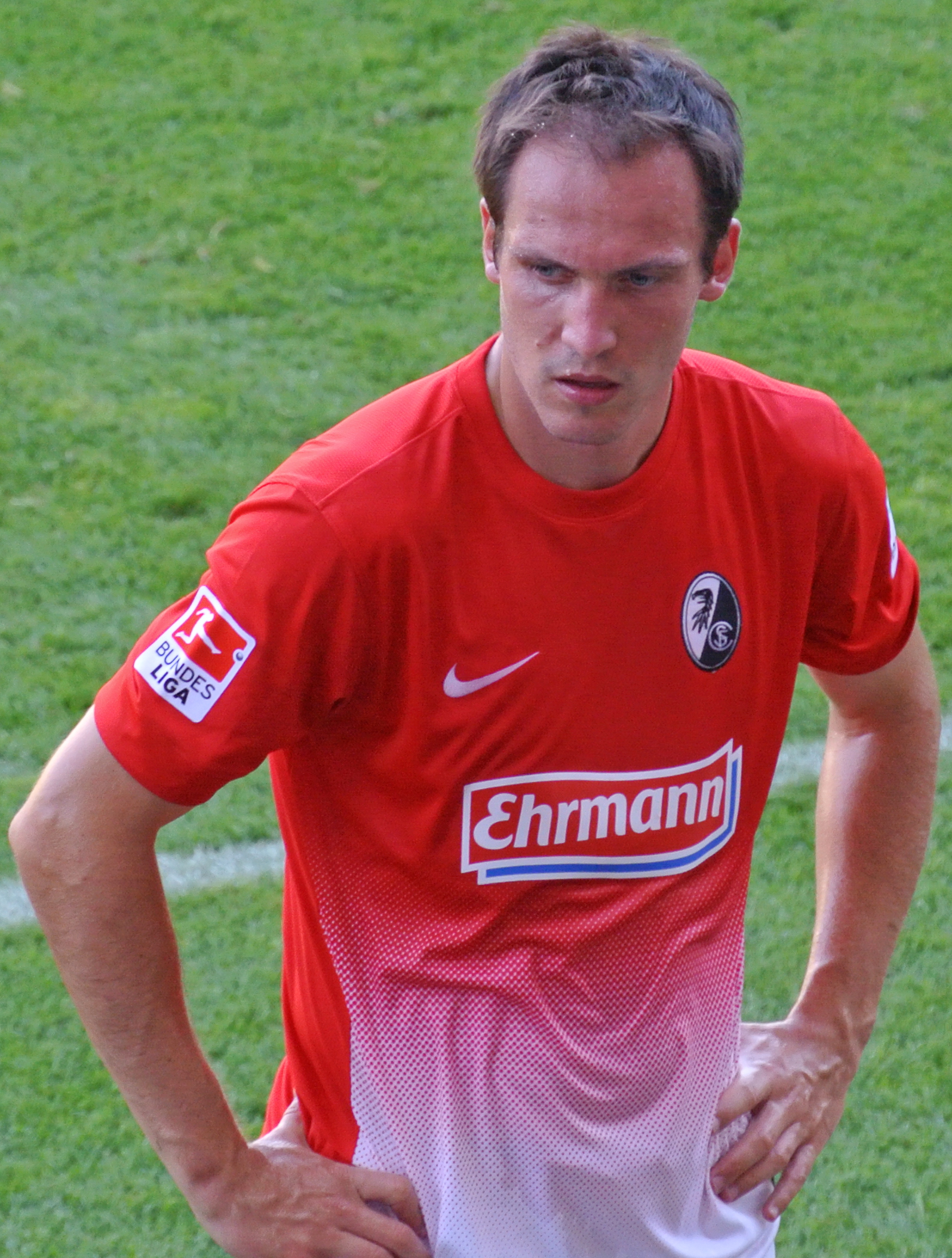
Sebastian Freis después del partido inaugural el 27 de julio de 2013

Sebastian Freis (nacido el 23 de abril de 1985 en Karlsruhe, Alemania Federal) es un futbolista alemán que juega como delantero para el SpVgg Greuther Fürth de la 2. Bundesliga de Alemania.

## Trayectoria

### Clubes
Antes de unirse a Karlsruher SC en 1999, jugó como un miembro joven de SC Wettersbach. Su debut con la selección Karlsruher fue el 15 de octubre de 2004, en un partido de la 2. Bundesliga contra el Rot-Weiss Essen, donde Freis anotó un hat-trick . En total realizó 78 partidos y 22 goles en la 2. Bundesliga y jugó un papel importante en la temporada 2006-07, cuando el Karlsruher SC ganó el ascenso a la Fußball-Bundesliga .En julio de 2009 se trasladó a jugar por el 1. FC Colonia.

### Internacional
El 10 de octubre de 2006, hizo su debut con Alemania Sub-21, cuando el equipo perdió 0-2 contra Inglaterra en lo que sería su única aparición internacional.